# Resolución 335 del Consejo de Seguridad de las Naciones Unidas
La resolución 335 del Consejo de Seguridad de las Naciones Unidas, adoptada el 22 de junio de 1973, después de considerar separadamente sus solicitudes, el Consejo recomendó a la Asamblea General que tanto la República Democrática Alemana como la República Federal de Alemania fuesen aceptadas simultáneamente como miembros. A diferencia de otras resoluciones similares, el Consejo de Seguridad no reveló los detalles de la votación, ni siquiera el margen en el que fue aprobada, aunque por su aprobación se conoce que ninguno de los miembros permanente vetó la resolución. 